# Neusser Rennbahn

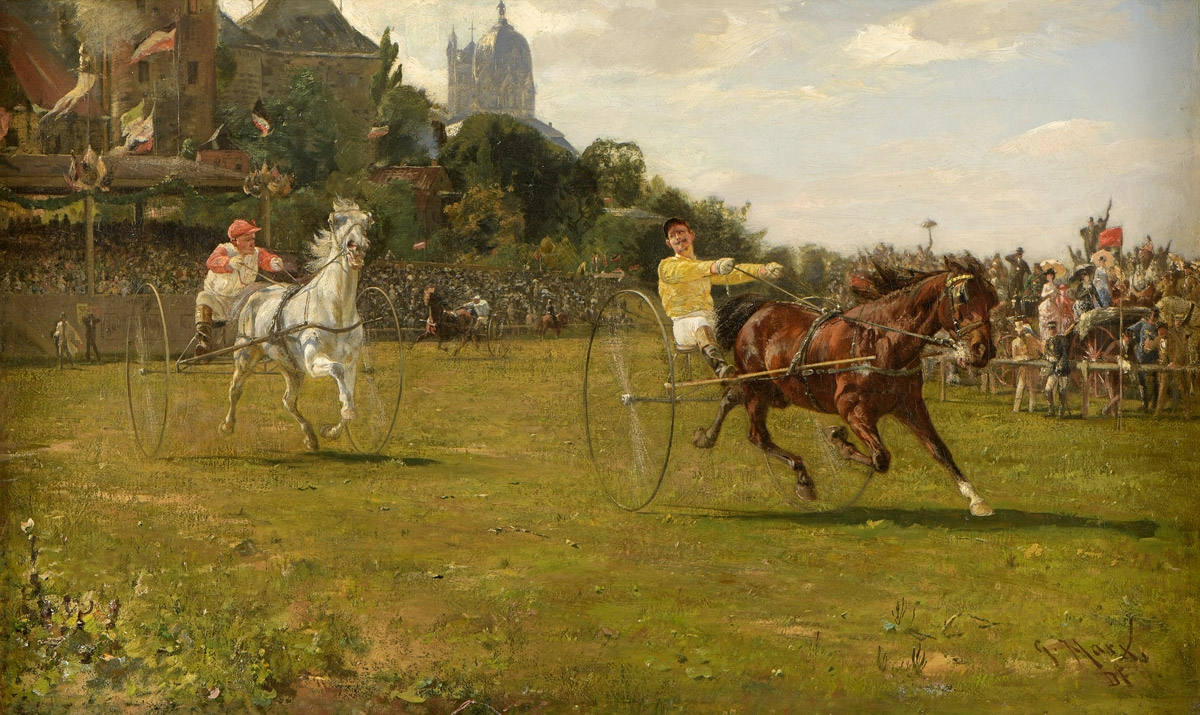
Gustav Marx: Renntag auf der Neusser Rennbahn

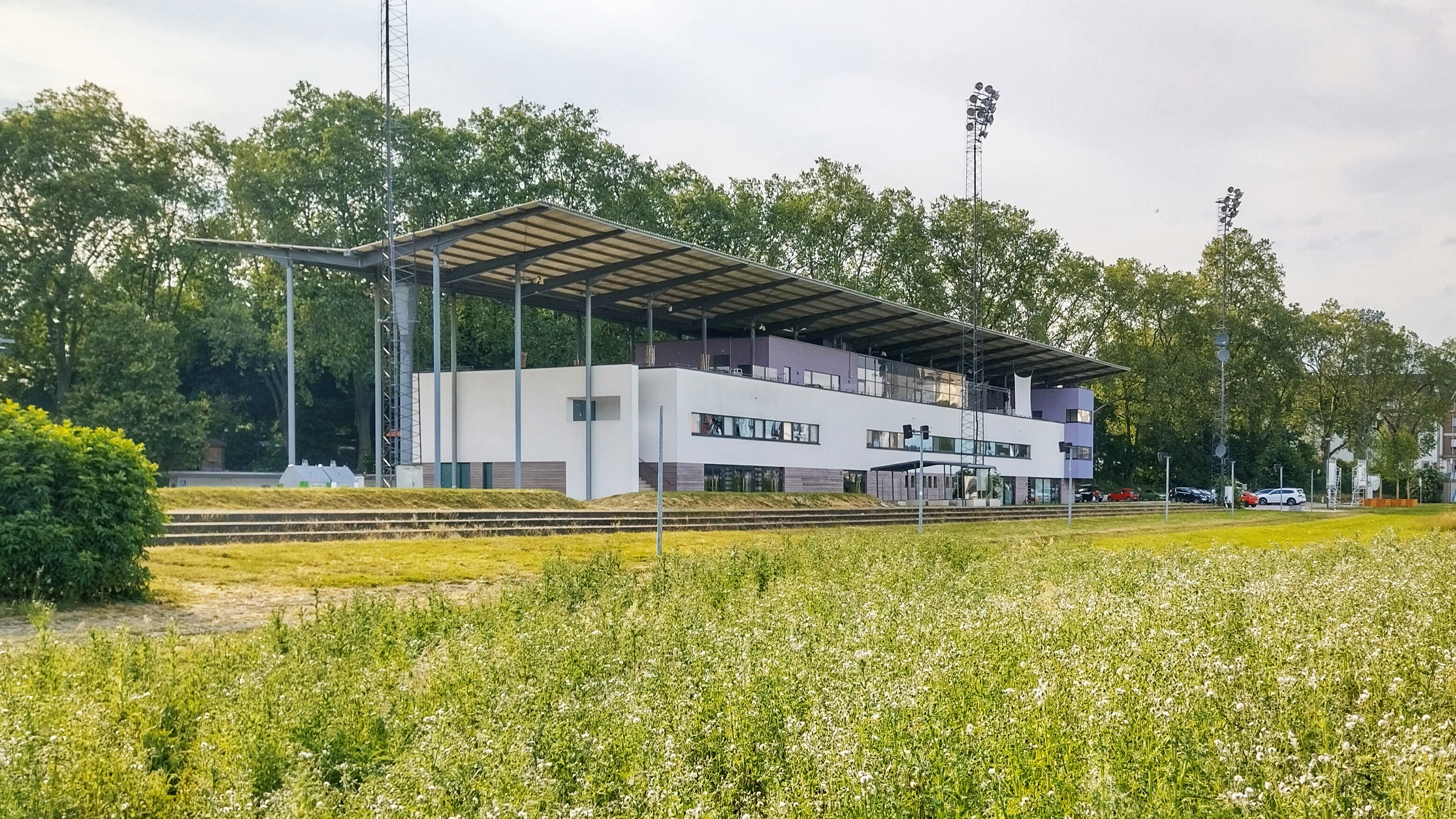
Tribüne der Neusser Rennbahn (Juni 2023).

Die Neusser Rennbahn ist eine Galopprennbahn östlich der Innenstadt von Neuss. Sie wurde 1875 erbaut und umfasst etwa 17 Hektar Fläche. 2008 wurde von der Stadt der Umbau der RennbahnParks beschlossen und bis 2009 realisiert, um mehr Freizeitmöglichkeiten zu schaffen. Die Kirmes des Neusser Bürger-Schützenfestes findet alljährlich auf dem Areal statt. Seit 1998 war die Rennbahn zudem Austragungsort der zweijährlich ausgetragenen Equitana Open Air.
Seit Ende 2019 findet kein Rennbetrieb mehr statt.
Seit 1991 steht in unmittelbarer Nachbarschaft zu Tribüne und Führring ein Nachbau des Londoner Globe Theatre zur Veranstaltung des jährlichen Shakespeare-Festival Neuss. 2026 wird der Rennbahnpark zur Kernfläche der Landesgartenschau Neuss 2026.